# Libanonkrieg 1982
Der Libanonkrieg 1982 war eine militärische Auseinandersetzung im Libanon zwischen der israelischen Armee und verbündeten Milizen auf der einen sowie im Wesentlichen Kämpfern der PLO und syrischen Truppen auf der anderen Seite. Es war der erste größere Arabisch-Israelische Konflikt, den Israel begann, ohne dass seine Existenz unmittelbar bedroht war. Israel nannte die Operation „Frieden für Galiläa“. Die israelische Offensive wurde jedoch, auch von vielen Israelis, als Angriffskrieg gewertet.
Der Libanonkrieg 1982 fand vor dem Hintergrund des Libanesischen Bürgerkriegs statt; dieser trug nicht unwesentlich zur Eskalation bei und wurde durch Israels Eingreifen maßgeblich beeinflusst.

## Vorgeschichte

### PLO
Die Vorgeschichte des Krieges bildeten Kämpfe zwischen der palästinensischen PLO und den israelischen Streitkräften. Diese Kämpfe hatten bereits 1967 begonnen, als die PLO, gestützt auf eine große Zahl palästinensischer Flüchtlinge in Jordanien, Angriffe auf israelisches Gebiet ausführte. 
Die von Syrien unterstützte PLO wurde von der jordanischen Armee aus Jordanien vertrieben, setzte sich im Libanon fest und führte von dort ihre Angriffe auf Israel fort (siehe auch Avivim-Schulbus-Anschlag, Maʿalot-Massaker).

### Syrische Intervention
Einerseits wie andere arabische Staaten der Sache der Palästinenser verpflichtet, andererseits besorgt, in einen erneuten, potentiell verheerenden Krieg mit Israel hineingezogen zu werden, beobachtete das syrische Regime die Instabilität des durch den Libanesischen Bürgerkrieg zerrütteten Nachbarlandes mit Argwohn. Hätte die PLO dort die Oberhand gewonnen, oder hätten sich die christlich dominierten Gebiete vom Restlibanon abgespalten und sich in der Folge, wie zu vermuten gewesen wäre, mit Israel verbündet, wäre ein offener Krieg wohl nicht zu vermeiden gewesen. Das veranlasste Syriens Staatschef Hafiz al-Assad, seine Truppen am 1. Juni 1976 in den Libanon zu entsenden, um derartige Entwicklungen zu verhindern und die Akteure im Libanon in einer Art Schiedsrichterrolle zu kontrollieren. Die syrische Truppenpräsenz von etwa 30.000 Mann wurde im Oktober 1976 in der Konferenz von Riad unter der Bezeichnung „Arab Defence Force“ oder einfach „ADF“ von den arabischen Staaten (mit Ausnahme von Libyen und dem Irak) sowie der PLO legitimiert und die Unteilbarkeit des Libanon von den Konferenzteilnehmern festgeschrieben. Israel und die USA äußerten sich nur vage über ihre Ansichten zum syrischen Eingreifen, waren aber bereit, die syrische Präsenz zu akzeptieren, solange die Syrer eine nicht näher definierte „rote Linie“ nicht überschritten.
Die syrischen Truppen hielten sich aus dem Süden des Libanon fern, so dass die dortigen Gebiete weitgehend unter der Kontrolle der PLO verblieben. Hintergrund war ein inoffizielles, indirektes Übereinkommen, das US-Außenminister Henry Kissinger zu Beginn des syrischen Eingreifens ausgehandelt hatte. Demnach konnten die Syrer ohne militärische Intervention Israels im Libanon agieren, solange sie nördlich der Linie Beirut–Damaskus blieben und weder Luftfahrzeuge noch Flugabwehrraketen einsetzten. Israel übernahm diese Trennlinie zwei Jahre später selbst und blieb bei der Operation Litani südlich davon.

### Neue Präsidenten und „Operation Litani“
Nach der Parlamentswahl in Israel am 17. Mai 1977 formierte Menachem Begin eine rechtsgerichtete Regierung, sein erstes Kabinett. Israel unterstützte von nun an offen die Milizen von Saad Haddad („Südlibanesische Armee“ (SLA)), um sie zur Befriedung des libanesischen Gebietes einzusetzen, von dem die PLO-Angriffe ausgingen. Neben vollständiger logistischer Unterstützung der SLA überquerten israelische Truppen 1977 auch die Grenze, um die SLA beim Vertreiben der PLO aus Mardsch Uyun zu unterstützen. Da aber syrische Truppen im Libanon ihrerseits keinen Versuch unternahmen, das Einsickern von Milizen aus dem Norden in die umkämpften Sektoren zu verhindern, und teilweise mit der PLO paktierten, engagierte sich Israel nun auch im Norden Libanons und unterstützte die Phalange-Miliz von Bashir Gemayel. Diese christlichen Milizen hatten begonnen, bestimmte Gebiete des Libanon mit vorwiegend christlicher Bevölkerung in Eigenregie militärisch zu kontrollieren, was wiederum Syrien nicht hinnehmen wollte und mit schwerem Beschuss christlicher Wohnviertel in Beirut beantwortete.
Nach einem schweren Terroranschlag der PLO im März 1978 startete Israel die Operation Litani und besetzte Teile des südlichen Libanon bis zum Litanifluss, musste sie aber auf internationalen und besonders auf Druck der Vereinigten Staaten wieder räumen und überließ seine Stellungen der SLA. In der Folge richteten die Vereinten Nationen eine Sicherheitszone durch die United Nations Interim Force in Lebanon an der Israelisch-Libanesischen Grenze ein. Dies beendete aber weder die Kämpfe zwischen PLO und SLA noch verhinderte es Angriffe der PLO auf israelisches Gebiet. Von 1975 bis 1982 starben etwa 108 Israelis durch PLO-Angriffe.
Am 4. November 1980 wurde Ronald Reagan zum US-Präsidenten gewählt. Seine Politik und Rhetorik richtete sich gegen alle Staaten, die mit der Sowjetunion zusammenarbeiteten, so auch gegen Syrien, dessen Anführer 1980 einen Freundschaftspakt mit der Sowjetunion unterzeichnet hatten. Da die USA traditionell der wichtigste Partner Israels waren, verschob Reagans Amtseinführung die Spielräume der Akteure im Libanon-Konflikt grundlegend. Israelische Politiker waren daher zunehmend überzeugt, dass sie die Rückendeckung der USA für eine erneute Intervention im Libanon haben würden – selbst wenn es im Zuge einer solchen Aktion zu Konflikten mit syrischen Truppen auf libanesischem Boden kommen sollte.

### Raketenkrise und syrische Schwächung
Nach einem Überfall auf syrische ADF-Truppen im März 1981 durch christliche Milizen gingen die Syrer im April 1981 gegen erst kurz zuvor errichtete Stellungen der christlichen Milizen bei Zahlé vor, so dass diese ihrerseits um israelische Unterstützung ersuchten. Der folgende Abschuss von zwei syrischen Hubschraubern durch die Luftwaffe Israels veranlasste die Syrer, schwere Flugabwehrbatterien in den Libanon zu entsenden. Sie stationierten 2K12-„Kub“-Flugabwehrraketensysteme sowjetischer Bauart auf libanesischem Gebiet, was für Israel kaum hinnehmbar war, da man dort befürchtete, die Raketen könnten PLO-Terroristen im Libanon faktisch immun gegen israelische Vergeltungsangriffe aus der Luft machen. Zudem waren die Hubschrauber und die Raketen ein Bruch der 1976 ausgehandelten inoffiziellen Vereinbarung zwischen Israel und Syrien. Nur politischer Druck aus den USA hielt das israelische Militär davon ab, gegen die Raketen vorzugehen. US-Präsident Reagan fürchtete, dass durch einen Krieg zwischen Syrien und Israel die kurz bevorstehende Erfüllung der letzten Vereinbarungen aus dem Israelisch-ägyptischen Friedensvertrag von 1979 gescheitert wäre. Reagan ernannte den libanesischstämmigen Diplomaten Philip Habib zum Sondergesandten im Mittleren Osten. Dieser wirkte auf einen friedlichen Ausgleich zwischen den Kräften in der Region hin, befand sich damit aber in einer Minderheitsposition im US-Regierungsapparat, wo eine Mehrheit um Außenminister Alexander Haig auf einen militärischen Sieg Israels gegen Syrien setzte.
Nachdem sich die Kämpfe zwischen Milizen verschärft hatten, griffen am 17. Juli 1981 israelische Kampfflugzeuge Bürokomplexe in Beirut an, die von der PLO genutzt wurden. Wegen zahlreicher ziviler Opfer schalteten sich die USA ein und setzten Israel mit einem vorübergehenden Waffenembargo unter Druck. Habib vermittelte mit saudischer Unterstützung einen Waffenstillstand zwischen den Akteuren im Libanon, der am 24. Juli einsetzte und auch von der PLO eingehalten wurde. In diesem Rahmen akzeptierte Israel die syrischen Flugabwehrraketen und die Syrer sagten zu, diese nicht einzusetzen.
Innenpolitisch unter starkem Druck des islamischen Aufstands entwickelten sich in Syrien bürgerkriegsähnliche Zustände, die im Februar 1982 in das Massaker von Hama mündeten und die syrische Führung veranlassten, einen Teil ihrer Truppen aus dem Libanon abzuziehen, um sie gegen die Islamisten einzusetzen. Die syrischen Langstrecken-Flugabwehrsysteme im Libanon wurden auf der libanesischen Seite der syrischen Grenze in der Bekaa-Ebene konzentriert. Die Annexion der syrischen Golanhöhen durch Israel im Dezember 1981 blieb unbeantwortet.

### „Grünes Licht“ aus Washington
Die israelische Regierung war überzeugt, dass der vermittelte Waffenstillstand nicht lange halten würde und plante eine Offensive gegen die PLO in den Libanon hinein. Dies wurde Ende 1981 offensichtlich, weshalb Reagan den inzwischen abgezogenen Habib erneut als Sondergesandten tätig werden ließ. Im Mai 1982 stellten israelische Vertreter dem amerikanischen Außenminister Alexander Haig verschiedene Szenarien für ein Eingreifen Israels mit Bodentruppen im Südlibanon vor, um sich für den Fall der Fälle der amerikanischen Zustimmung für eine Offensive sicher zu sein. Kampfhandlungen mit syrischen Truppen waren dabei nicht geplant. Die USA wollten einer israelischen Intervention aber nur zustimmen, wenn sie als „angemessene Reaktion“ auf eine „international anerkannte Provokation“ der PLO erfolgte. Anderen Quellen zufolge bezeichnete der israelische Verteidigungsminister Ariel Scharon schon im Dezember 1981 Angriffe auf syrische Truppen als ein Ziel der Operation.
Die beschränkte Zustimmung aus Washington wurde als grünes Licht interpretiert, jedoch deuteten die engen Auflagen, die die USA für ein israelisches Vorgehen setzten, bereits die Besorgnis der Amerikaner an, der Konflikt könne eskalieren. Mit der vollständigen Erfüllung des Israelisch-ägyptischen Friedensvertrags am 26. April 1982 war allerdings ein wichtiger Sachgrund für den Widerstand von US-Präsident Reagan weggefallen.
Die arabischen Mächte, die eine israelische Aktion mit Krieg hätten beantworten können, hatten sich weitgehend selbst neutralisiert. So war Jordanien in einen bewaffneten Konflikt niedriger Intensität mit Syrien verstrickt, Ägypten war durch den Mord an seinem Präsidenten Anwar as-Sadat im Oktober 1981 und die laufenden Verhandlungen um die Rückgabe der Sinai-Halbinsel durch Israel handlungsunfähig, und Irak und Iran waren in einen Krieg verwickelt.

### Auslöser und Krieg
Anfang April 1982 kam es zu zwei Anschlägen in Paris. Zunächst beschossen Unbekannte die israelische Botschaft mit automatischen Waffen, wenige Tage später erschoss eine unbekannte Attentäterin den israelischen Diplomaten Yaacov Bar-Simantov auf offener Straße. Für beide Aktionen übernahmen Gruppen aus dem Libanon die Verantwortung.
Am 9. Mai 1982 wurden mit Katjuscha-Raketenwerfern mehr als 100 Raketen vom Süden Libanons in den Norden Israels geschossen.
Am 3. Juni 1982 kam es in London zu einem Anschlagsversuch auf Israels Botschafter Schlomo Argov durch eine Gruppe von Attentätern, die später als Mitglieder der Abu-Nidal-Organisation identifiziert wurden. Obwohl die PLO die Verantwortung für die Taten der abtrünnigen Abu-Nidal-Gruppe zurückwies und Israel vor einer Militäraktion warnte, legte Israel den Anschlag als Bruch des Waffenstillstandsabkommens von 1981 aus. Die israelische Luftwaffe begann am 4. Juni massive Luftangriffe gegen PLO-Stellungen im Libanon zu fliegen, was im Gegenzug erneut Artilleriefeuer auf israelisches Territorium nach sich zog.
Ein israelischer Kabinettsbeschluss vom 5. Juni ermächtigte Verteidigungsminister Scharon, israelische Truppen über die Grenze in den Südlibanon zu entsenden, um die Infrastruktur der PLO dort zu zerstören und die Raketenangriffe zu beenden. Die Bedingungen, unter denen dem Minister dieses Mandat erteilt wurde, schlossen Kampfhandlungen mit syrischen Truppen aus, es sei denn, diese würden ihrerseits die Feindseligkeiten eröffnen. Weiterhin geht man davon aus, dass lediglich die PLO bekämpft und aus einem Bereich von etwa 40 km jenseits der Grenze vertrieben werden sollte. So hoffte man Zusammenstöße mit syrischen Bodentruppen im Landesinneren zu vermeiden und gleichzeitig der PLO den Zugang zu einem Gebiet zu verwehren, das sie benötigte, um ihre Raketenangriffe auf israelisches Gebiet zu starten.
Der israelische Generalstabschef Rafael Eitan bestritt jedoch später, eine 40-km-Beschränkung für den Vormarsch erhalten zu haben, und die Kriegsziele veränderten sich im Verlauf der folgenden Operation schleichend hin zu einer vollkommenen Zerstörung der PLO-Infrastruktur im gesamten Libanon und der Vertreibung der Syrer, um so ein proisraelisches Regime im Libanon installieren zu können.

## Verlauf

### Beginn

Übersichtskarte zum Verlauf der Invasion

Am 6. Juni durchquerten vorgeschobene israelische Truppenteile die entmilitarisierte Zone der UNIFIL und drangen in den Libanon vor. Der UNO-Sicherheitsrat verabschiedete daraufhin Resolution 509, die zwar den sofortigen Rückzug der Truppen forderte, aber folgenlos blieb.
Neun Divisionen mit rund 78.000 israelischen Soldaten wurden in Marsch gesetzt. 22.000 Mann, verteilt auf zwei Divisionen, für eine Operation entlang der Küste des Libanon, die auch amphibische Landungen beinhaltete, zwei Divisionen im Zentrum und die größte Streitmacht an der rechten, östlichen Flanke, mit fünf Divisionen und 800 Panzern, die in Richtung Bekaa-Ebene marschieren und die Flanke der Operation vor einer eventuellen syrischen Intervention sichern sollte.
Obwohl wichtige Kommandeure der PLO beim Herannahen der israelischen Truppen die Flucht ergriffen und die ihnen unterstellten Einheiten führungslos zurückgelassen hatten, leisteten einzelne PLO-Verbände zwar unkoordinierten, aber erbitterten Widerstand. So verzögerte sich der israelische Vormarsch auf der Küstenstraße und der Zusammenschluss mit den bei Sidon gelandeten Truppen um mehrere Stunden.
Das Flüchtlingsschiff MV Transit wurde von einem israelischen U-Boot versenkt.
Im mittleren Sektor vertrieben israelische Kommandotruppen bis zum Morgen des 7. Juni in einem sechsstündigen Gefecht PLO-Einheiten aus der alten Kreuzfahrerfestung Beaufort.
Die israelische Hauptstreitmacht rückte zügig in Richtung des Qaraoun-Stausees am südlichen Ende der Bekaa-Ebene vor, stoppte aber am 7. Juni vor den Stellungen syrischer Truppen, die sich bisher von den Kämpfen ferngehalten hatten. Eine Erlaubnis, die Syrer anzugreifen, war bisher nicht erteilt worden.

### 7. Juni

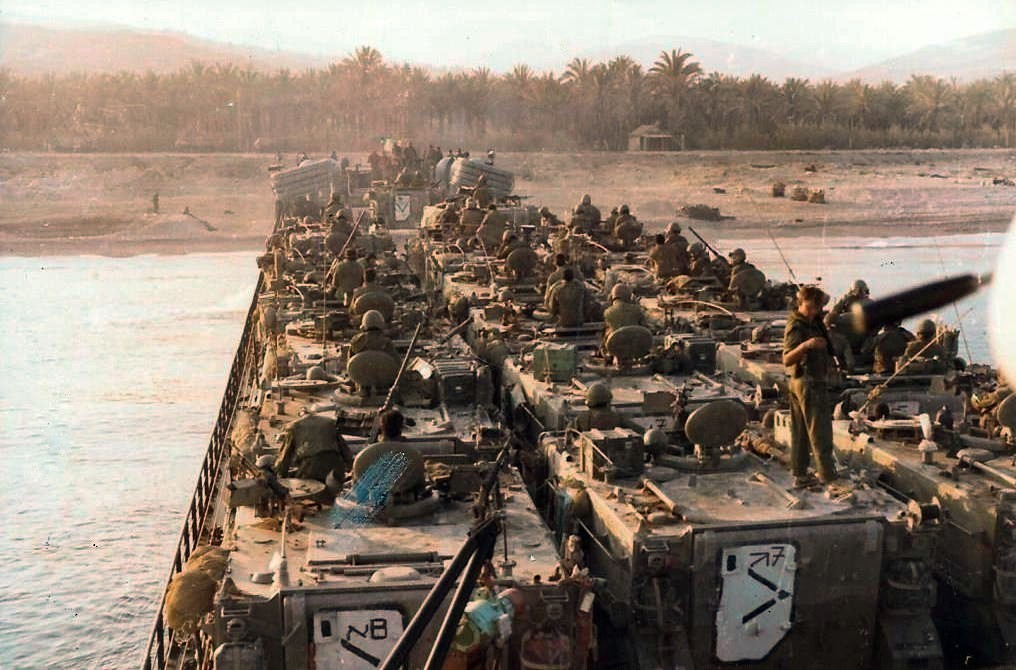
Israelische Panzer werden am 7. Juni nördlich von Sidon angelandet

Am 7. Juni griff die israelische Luftwaffe Ziele entlang der Hauptverkehrsstraße, die aus den umkämpften Gebieten nach Beirut führt, massiv an, um Verstärkungs- oder Absetzbewegungen der PLO zu verhindern, und setzte dabei auch Clusterbomben ein.
Während die Bodentruppen auf breiter Front vorrückten, landete die israelische Marine am frühen Morgen Truppen in Divisionsstärke nördlich von Sidon. Sie besetzten die Brücke über den Awalifluss, vereinten sich mit den Soldaten, die auf der Küstenstraße vorgerückt waren, stellten Verbindung zu den Verbänden der beiden Divisionen her, die in der Mitte vorgerückt waren, und schlossen so Sidon ein. Kämpfe zwischen geschlossenen PLO-Verbänden und israelischen Truppen konzentrierten sich nun auf PLO-Camps und deren Umgebung bei Sidon, Tyros und Nabatäa, die von der israelischen Hauptstreitmacht zügig umgangen wurden und in denen sich die Kämpfer der PLO noch bis zu einer Woche zur Wehr setzen. Es wurden von den Israelis zahlreiche Ausländer aus 26 Nationen aufgegriffen, von denen man annahm, dass sie zur Ausbildung in Terrorcamps in den Libanon gekommen waren.
Ohne Erlaubnis, die israelischen Verbände angreifen zu dürfen, und angesichts des schnellen Einbrechens des Widerstandes der PLO im Südlibanon verschlechterte sich die strategische Lage der syrischen Truppen zusehends. Die syrischen Positionen zogen sich vom südlichen Zugang zur Bekaa-Ebene am Qaraoun-See aus nach Norden entlang der verschiedenen Zugänge zur Ebene, in der sie ihre schweren Flugabwehrraketen stationiert hatten. Vorrückende israelische Verbände begannen diese Stellungen nun zu flankieren, und schwere Artillerie wurde aufgefahren, die einen Teil der anfälligen syrischen Flugabwehrbatterien bereits in Reichweite hatte.

### 8. Juni

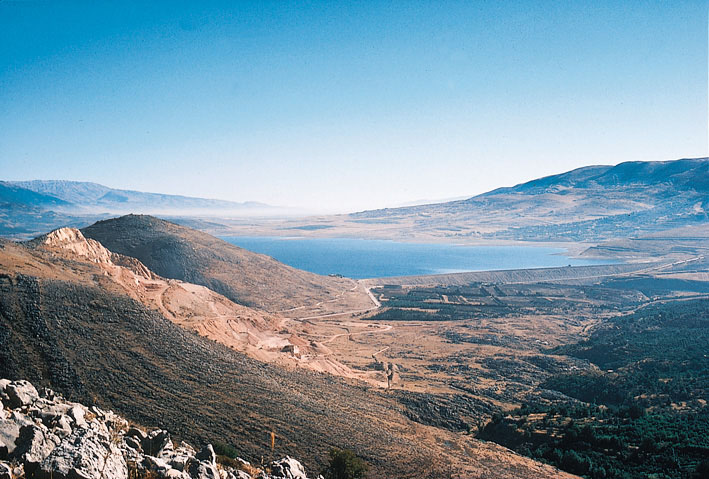
Der Qaraoun-See von Süden nach Norden gesehen. An der östlichen Seite des Bergkamms im Vordergrund liegt das Dorf Machghara auf der westlichen Seite der Ort Jezzine.

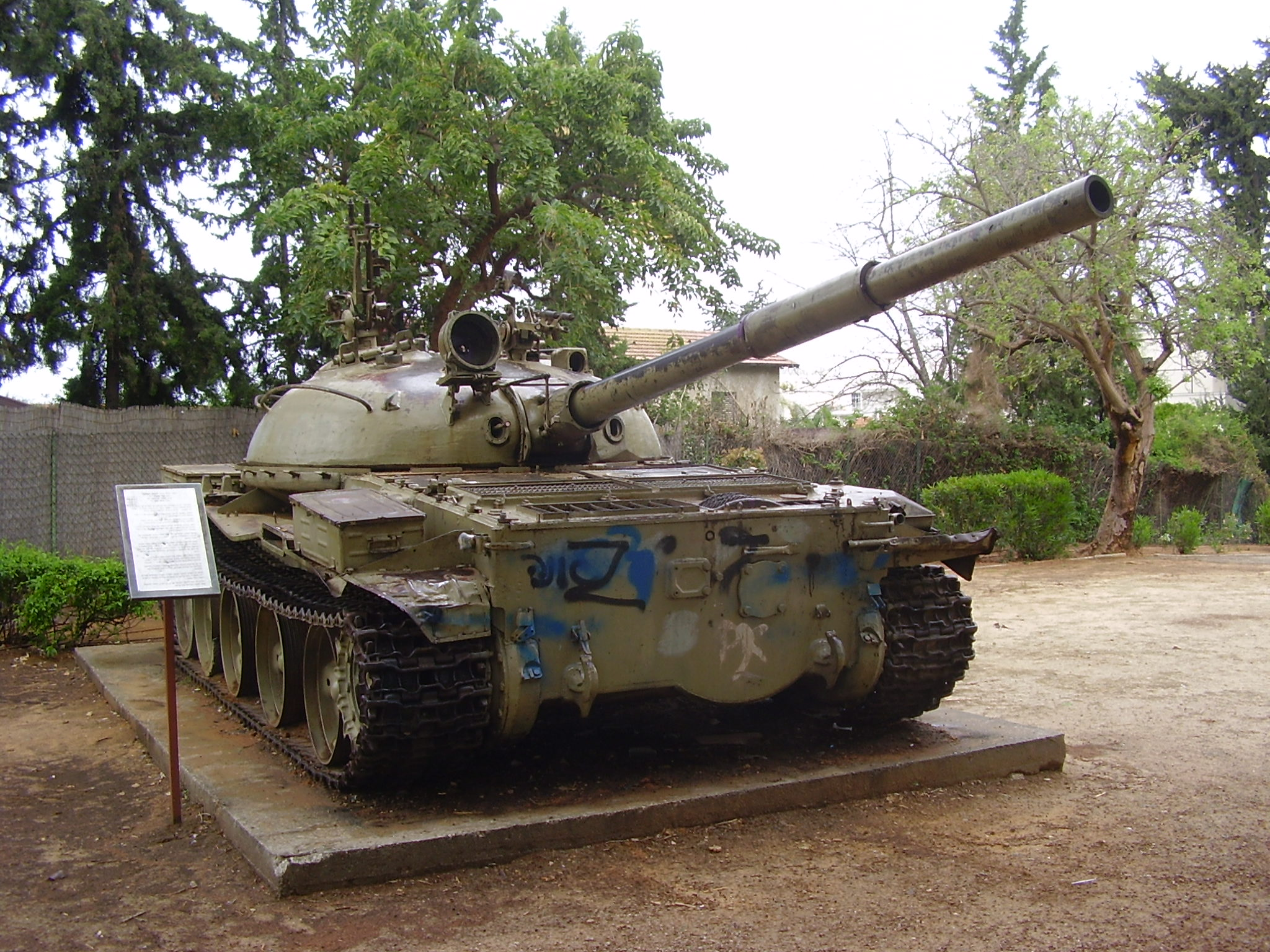
Ein 1982 erbeuteter T-62-Panzer der Syrer, ausgestellt in Israel

Am 8. Juni kam es durch die israelische Luftwaffe zum Abschuss von insgesamt sechs syrischen Flugzeugen, die außerhalb des Gebietes unterwegs waren, auf dem sich israelische Bodentruppen bewegten. Das weitere Vorgehen der israelischen Divisionen parallel zur Bekaa-Ebene verzahnte die Stellungen syrischer und israelischer Truppen weiter. Das Bergdorf Jezzine, an einer Kreuzung wichtiger Straßenverbindungen, rückte nun in den Fokus der israelischen Hauptstreitmacht. Nachdem ein syrischer Panzerkonvoi gemeldet wurde, der sich über die Bergstraßen nach Jezzine bewegte, bat der israelische Stabschef Eitan den Verteidigungsminister, den Konvoi aus der Luft angreifen zu lassen, um keine syrischen Truppen in die für den israelischen Vormarsch wichtige Ortschaft gelangen zu lassen. Eitan entsandte Panzertruppen der 460. Brigade unter Oberst Hagai Cohen um den Ort zu sichern und mögliche syrische Panzer abzufangen, die den Luftangriff überstanden. Die beiden Verbände stießen in Jezzine zusammen. Mehrere syrische T-62-Panzer wurden bei Verlusten von acht Panzern auf israelischer Seite zerstört und der Ort eingenommen.
Der Sondergesandte der USA Philip Habib nahm am 8. Juni in Jerusalem Gespräche mit der israelischen Regierung auf, um Wege zur Beendigung des Konfliktes auszuloten, und reiste anschließend nach Damaskus, um Syriens Präsident Assad davon zu überzeugen, auch weiterhin den bewaffneten Konflikt mit Israel zu vermeiden – ein Anliegen, das zum Zeitpunkt seiner Ankunft bereits obsolet war.

### 9. Juni
Am Mittwoch, dem 9. Juni, hatte Verteidigungsminister Sharon die Freigabe zum Angriff auf syrische Truppen vom Kabinett erhalten, und seine Truppen führten einen massiven Überraschungsangriff auf die syrischen Verbände in der Bekaa-Ebene. Die Divisionen setzten sich noch in der Nacht gegen die syrischen Stellungen in Marsch und kamen zunächst schnell im Chouf-Distrikt voran, wurden aber bald in Kämpfe mit weiteren syrischen T-62-Panzern und Infanterie verwickelt. In Ain Zhalta wurde der Vormarsch mehrere Stunden von syrischen Truppen aufgehalten, als die israelischen Fahrzeugkolonnen gegen 23:00 Uhr über eine Bergstraße in den Ort abstiegen und von syrischen Verbänden in Brigadestärke angegriffen wurden.
Die aufgefahrene Artillerie und ein massiver Luftschlag zerstörten die Masse der syrischen Flugabwehrstellungen in der Ebene, und die israelischen Bodentruppen rückten auf die Distrikthauptstadt Joub Jannine vor, um die dortige, wichtige Kreuzung in ihren Besitz zu bringen. Mit der Ausschaltung der leistungsfähigen, bodengestützten Luftabwehr erlangte die israelische Luftwaffe die Lufthoheit. Einsatzversuche der syrischen Luftwaffe wurden frühzeitig durch israelische Hawkeye-Aufklärungsflugzeuge erkannt und dutzende von syrischen Flugzeugen abgeschossen.
Infolge des Angriffs auf syrische Verbände und der Tatsache, dass vorrückende israelische Truppen bereits in Damur gegen PFLP-Milizen kämpften und so über 70 Kilometer weit auf libanesischem Gebiet standen, eine völlige Eskalation des Konfliktes vor Augen, wandte sich US-Präsident Ronald Reagan nun direkt an Israels Premierminister Begin und forderte einen Waffenstillstand, der am 10. Juni um 6 Uhr morgens in Kraft treten sollte. Verteidigungsminister Sharon sprach sich dagegen aus und empfahl, den amerikanischen Außenminister Alexander Haig nicht vor Mitternacht am 10. Juni zu empfangen. Parallel drängte auch die sowjetische Regierung ihren Verbündeten Syrien zu einem Waffenstillstand, weil sie einen kompletten Zusammenbruch der syrischen Armee fürchtete.

### 10. Juni
Am 10. Juni stellten sich drei syrische Kompanien, PLO-Verbände und Milizen der PSP gemeinsam den vorrückenden israelischen Verbänden an der Küstenstraße, wenige Kilometer südlich des Flughafens Beirut. Hier konnten sie, unterstützt durch das günstige Gelände, den israelischen Vormarsch einige Tage aufhalten, sodass andere Verbände Zeit gewannen, in der sie die Verteidigung von Beirut vorbereiten konnten.
Die zuvor ausmanövrierten syrischen Verbände in der südlichen Bekaa-Ebene lösten sich, teilweise unter Zurücklassung abgeschnittener Truppenteile und unter schweren Verlusten, von den israelischen Truppen und bezogen Verteidigungsstellungen, um zu verhindern, dass gegnerische Verbände die in Nord-Süd-Richtung verlaufenden Bergkämme überqueren und über deren Passstraßen auf breiter Front in die Ebene schwärmen konnten. Hauptziel beider Seiten war dabei die Kontrolle über die Verbindungsstraße zwischen Damaskus und Beirut, die die Nachschubachse für die Versorgung der syrischen und mit Syrien verbündeten Verbände bildete.
Unter Ausnutzung des Geländes, das die schweren israelischen Panzerverbände auf wenige brauchbare Straßen zwischen Bergkämmen zwang, griffen syrische Gazelle-Hubschrauber mit HOT-Panzerabwehrraketen und Panzerjägertrupps mit Milan-Raketen und Panzerfäusten die Kolonnen immer wieder gemäß einer Überfalltaktik an und verzögerten so den israelischen Vormarsch. Dennoch konnten sie gegen die Lufthoheit, zahlenmäßige Überlegenheit und bessere Ausrüstung der israelischen Verbände insgesamt wenig ausrichten und errangen nur begrenzte Erfolge. Kurz nachdem die Spitzen der israelischen Truppen Joub Jannine passiert hatten, durchbrach einer ihrer vorgeschobenen Panzerverbände syrische Riegelstellungen im wenige Kilometer nordöstlich gelegenen Sultan Yacoub El Thata. Teilen der 58. syrischen mechanisierten Brigade gelang es, die aufgegebene Stellung wieder zu besetzen und einige israelische Panzer einzuschließen. Nach dem Verlust von 30 Soldaten und mehreren Panzern setzte sich die Masse der israelischen Soldaten unter Zurücklassung ihrer Fahrzeuge ab, jedoch fielen drei Soldaten und mehrere unbeschädigte Magach-Panzer den Syrern in die Hände.
Im mittleren Frontabschnitt erreichten israelische Truppen Ain Dara, wo sie in schwere Kämpfe mit der syrischen 61. Brigade verwickelt wurden, die die nahe gelegene Straße Damaskus–Beirut zu halten versuchte.

### 11. und 12. Juni und brüchiger Waffenstillstand
Die USA, wohl auch unter dem Druck der Sowjetunion, drängten Israel nun endgültig zu einem Waffenstillstand. Israel bot den Syrern den Waffenstillstand an, so dass diese, trotz ihrer Niederlage, nicht als Bittsteller auftreten mussten und ihr Gesicht wahren konnten. Die Waffenruhe trat am 11. Juni 1982 um 12 Uhr in Kraft, schloss jedoch die PLO ausdrücklich nicht mit ein.
Syrische Verstärkungen der 3. Panzerdivision waren aus Richtung Damaskus kommend zur Verstärkung ihrer 1. Panzerdivision in die Bekaa-Ebene vorgerückt und gerieten kurz vor Inkrafttreten der Waffenruhe an eine Riegelstellung israelischer Luftlandetruppen unter General Jossi Peled, die mehrere moderne T-72-Panzer der Syrer mit auf Geländewagen montierten TOW-Raketen zerstörten.
Der Waffenstillstand wurde am 12. Juni auch auf die PLO ausgeweitet, hielt aber im Raum Beirut nicht. Schwere Kämpfe ereigneten sich in Beirut zwischen PLO-Einheiten, christlichen Milizen, israelischem und syrischem Militär. Schließlich war Beirut von israelischen Truppen eingeschlossen, die die Stadt selbst jedoch nicht betraten.
Zunächst hatte sich der Kommandeur der 211. Brigade, Oberst Eli Geva, dem direkten Befehl widersetzt, seine Truppen in die Stadt zu führen, und stattdessen seinen Abschied genommen; in einer politischen Intervention hatte US-Präsident Reagan dann schließlich dem israelischen Premierminister das Zugeständnis abgerungen, die Stadt nicht zu besetzen, nachdem er selbst von arabischen Staatschefs unter Druck gesetzt worden war, die die Besetzung einer arabischen Hauptstadt durch Israel für unzumutbar hielten. Ein instabiler Waffenstillstand wurde schließlich am 25. Juni erreicht. Ständige Scharmützel zwischen Milizen und Angriffe israelischer Truppen aus der Luft führten jedoch zu zahlreichen Opfern unter der Zivilbevölkerung und starken Zerstörungen in der Stadt.
Am 25. Juni trat US-Außenminister Alexander Haig zurück. Damit nahm die Politik der USA im Libanon eine andere Richtung, bei der der zuletzt marginalisierte Sondergesandte Habib größeren Einfluss erhielt. Zentrales Ziel der US-Regierung war nun, zunächst die PLO friedlich aus dem Libanon zu entfernen und damit den Grund für die israelische Militärpräsenz im Nachbarland zu beenden. Danach sollten die syrischen und israelischen Truppen das Land verlassen. Zunächst fand sich jedoch kein arabisches Land, das PLO-Kämpfer aufnehmen wollte. Am 20. Juli erreichte der neue US-Außenminister George Shultz direkte Verhandlungen mit dem syrischen Außenminister Abd al-Halim Chaddam und beider saudischen Amtskollegen Saud ibn Faisal in Washington. Die Syrer wollten aber nur eine Aufnahme der politischen PLO-Führung um Jassir Arafat in ihrem Land akzeptieren. Sie befürchteten, dass die Anwesenheit palästinensischer Kämpfer Israel einen Kriegsgrund geben würde.

### August

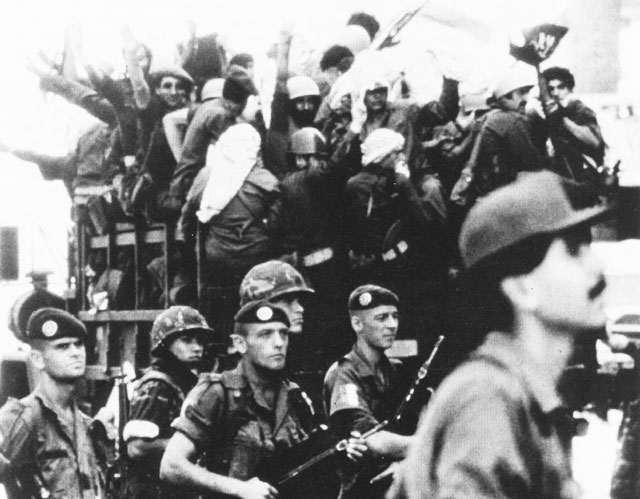
US-Marines und französische Fallschirmjäger überwachen den Abmarsch von PLO-Verbänden

Schwere Bombardierungen von vermuteten PLO-Stellungen im Stadtzentrum Anfang August veranlassten die USA, die israelische Zustimmung zur Entsendung multinationaler Streitkräfte in den Libanon zu erzwingen, die den Abzug der PLO aus dem Land überwachen sollten. Zudem hatte sich inzwischen Tunesien zur Aufnahme der PLO-Kämpfer bereit gefunden.
Am 21. August 1982 landeten französische Fallschirmjäger in Beirut und begannen zusammen mit nachfolgenden Truppenkontingenten aus Italien und den USA sowie 100 Soldaten aus Großbritannien den Abzug von PLO-Kämpfern und ihrer Verbündeten zu überwachen. Etwa 10.700 Kämpfer der Milizen sowie 3603 Syrer verließen Beirut. Bashir Gemayel, Kommandeur einer der christlichen Milizen, wurde zum Staatspräsidenten des Libanon gewählt.

## Abzug der PLO, Belagerung und Massaker der Phalange-Miliz
Ende August richtete die PLO in Tunis ihr neues Hauptquartier ein. Am 3. September war der Abzug aus Beirut weitgehend abgeschlossen. Daraufhin verließen die rund 3.600 syrischen Soldaten die Stadt in Richtung Bekaa-Ebene und anschließend zogen die multinationalen Truppen ab. Die erhoffte Stabilisierung des Libanon trat jedoch nicht ein. Sowohl Syrer als auch Israelis verweigerten den von den USA verlangten Abzug aus dem Land. Am 14. September 1982 fiel der erst am 23. August gewählte Präsident Gemayel einem Bombenanschlag zum Opfer. Israelische Truppen rückten daraufhin in Beirut ein und schlossen die palästinensischen Flüchtlingslager in der Stadt ein, betraten sie jedoch nicht.
Ab dem 16. September kam es dann zu einem zweitägigen Massaker in den Flüchtlingslagern Sabra und Schatila durch Anhänger der maronitischen Phalange-Miliz Gemayels unter dem Kommando von Elie Hobeika (damals Verbindungsoffizier zwischen Kata'eb und IDF). Schätzungen über die Zahl der Opfer sind umstritten und reichen von 300 bis 3000. Nachdem die reguläre libanesische Armee es abgelehnt hatte, die Lager zu besetzen, wies Verteidigungsminister Scharon das israelische Militär an, die Säuberung der Lager von etwaigem Widerstand den Milizen zu überlassen. Als Reaktion auf das Massaker beorderte US-Präsident Reagan die multinationale Truppe wieder nach Beirut zurück, um die Kampfhandlungen zu beenden. Dies war der Auftakt zu einer etwa anderthalbjährigen Präsenz im Land.

## Politische Folgen
Eine Untersuchungskommission, die in Israel auf Druck der Öffentlichkeit die Vorgänge um den Libanonkrieg beleuchten sollte, stellte im Februar 1983 fest, dass es Premierminister Begin versäumt hatte, die Handlungen seiner Untergebenen ausreichend zu überwachen, und verurteilte das Verhalten insbesondere von Verteidigungsminister Ariel Scharon und Stabschef Rafael Eitan schwer. Beide mussten ihre Posten danach aufgeben und Premier Begin im September des Jahres zurücktreten.
Syriens Einfluss im Libanon hatte deutlich nachgelassen. Das syrische Regime selbst erlitt jedoch durch seine Niederlage keinen nachhaltigen Schaden. Die Sowjetunion glich innerhalb kurzer Zeit sämtliche Verluste an Kriegsgerät aus, die die syrischen Truppen hatten erleiden müssen. Hunderte sowjetische Soldaten und Offiziere waren während des Kriegs in den von Israel beschossenen Luftabwehrstellungen verletzt oder getötet worden. Die neue sowjetische Waffenlieferung an Syrien umfasste rund 1200 Panzer, 210 Kampfflugzeuge sowie knapp 100 moderne Luftabwehrsysteme des Typs S-200, die zum Teil in der Bekaa-Ebene im Libanon stationiert wurden. Die Stationierung der S-200 wurde von rund 2500 Mann sowjetischem Personal begleitet. Gleichzeitig stilisierte man sich in Damaskus als einzige Macht im arabischen Raum, die sich mutig und unter großen Opfern Israel und auch den USA im Namen der palästinensischen Sache entgegenstellt hatte, während die übrigen Mächte der Region untätig blieben, was die Position des Regimes Assad weiter verfestigte. Darüber hinaus verstärkte der syrische Verbündete Iran seine Präsenz im Libanon durch rund 2000 Mann seiner Revolutionsgarde, die im Oktober 1982 Stellungen in der Bekaa-Ebene bezogen. Im Dezember 1982 gaben die USA ihre in mehreren Anläufen erfolglos gebliebenen Bemühungen auf, Israel und Syrien zu einem aufeinander abgestimmten, beidseitigen Abzug ihrer Truppen aus dem Libanon zu bewegen.
Israel besetzte den südlichen Libanon mit seiner Armee zunächst bis in den Februar 1985 und richtete daraufhin dort ein Gebiet ein, das es fortan als „Sicherheitszone“ bezeichnete. Erst am 25. Mai 2000 zogen sich die Israelis aus dem Libanon zurück. Die Sicherheitszone erfüllte ihren Zweck nur bedingt. Es kam immer wieder zu Angriffen mit Raketen auf nordisraelische Städte, nun durch die vom Iran unterstützte Hisbollah, die nach dem Abzug der rivalisierenden PLO erstarkte.

## Mediale Rezeption

### Politik
Insbesondere die israelischen Luftangriffe auf Stellungen in Beirut im August führten zu einer starken Medienresonanz im Ausland. So verglich Frankreichs Staatspräsident François Mitterrand die Angriffe gar mit der Zerstörung von Oradour-sur-Glane durch Truppen der Waffen-SS im Juni 1944.

### Filme
1991 erschien der israelische Film gmar gavi'a (hebräisch: גמר גביע, englischer Titel: Cup Final). Er schildert die Erlebnisse eines israelischen Kriegsgefangenen im Libanon. Die Ereignisse des Libanonkriegs von 1982 sind Thema des animierten Dokumentarfilms Waltz with Bashir von Ari Folman, der in diesem Film die von ihm und seinen Kameraden verdrängten Erinnerungen an den Krieg aufarbeitet. Auch der Film Lebanon von Samuel Maoz thematisiert den Kriegseinsatz seines Autors.

### Computerspiele
Das Computerspiel Israeli Airforce, das vom israelischen Softwareunternehmen Pixel Multimedia entwickelt wurde, bietet die Möglichkeit, die Option Carpet bombing over Beirut (Flächenbombardement über Beirut) zu wählen.

## Belege und Verweise

### Bemerkungen
1. ↑  In den USA drohte die Verwendung von amerikanischen Waffen gegen zivile Ziele im Libanon durch Israel, welche im Rahmen der Militärhilfe geliefert worden waren, die Unterstützung für ebendiese Hilfen wegbrechen zu lassen. So von P. Edward Haley und Lewis W. Snider in Lebanon in Crisis: Participants and Issues auf Seite 104 beschrieben.
2. ↑  So interpretiert H. Thomas Davis in 40 Km Into Lebanon: Israel’s 1982 Invasion auf Seite 84 die beschränkte Zustimmung der Amerikaner als „Dunkelgelbes Licht“ (dim yellow light).